# Alianza (Biblia)
El término alianza hace referencia a un convenio o pacto que se establece entre dos o más partes para lograr un determinado propósito o fin. El Antiguo Testamento hacía referencia, por tanto, al pacto que se establecía entre Dios y su pueblo o bien entre Dios y algún personaje concreto. En el Nuevo Testamento el término «alianza» adquiere un contenido clave: la muerte y resurrección de Jesucristo, con la que se sella la «nueva alianza» de Dios con los hombres.

## En el Antiguo Testamento

### La Alianza de Moisés
Fundamentalmente hace referencia al pacto  que estableció Dios  con el pueblo judío en el monte Sinaí. Se hace clave en esta Alianza la figura de Moisés, a quien vinculan el contenido de los libros del Éxodo, Levítico, Números y Deuteronomio.
El pasaje más importante se desarrolla en el texto de Éxodo 20, en el cual se relata el Decálogo, que señalaba las obligaciones que se establecían y que el pueblo asumía. Asimismo hay otro pasaje paralelo a éste en la tradición deuteronomista, y que puede ser encontrada en Deuteronomio 5.

### Otras alianzas
En el Antiguo Testamento se pueden señalar otra serie de alianzas, aunque de menor relevancia. En primer lugar destaca la que estableció Yahvé con Noé tras el diluvio. Ésta viene reflejada en Gn 9, 13ss. donde se habla de que el signo de la alianza, que aparece por iniciativa de Dios, será el arco iris (al referirse según el texto bíblico a «mi arco en las nubes»).
También se puede encontrar, con más relieve aún, el texto de Gn 17, donde se muestra el pacto de Yahvé con el patriarca Abraham, al cual le prometió una descendencia igual de grande que las estrellas del cielo y las arenas de los mares. Este pacto será el que implique el cambio de nombre; es decir, de su primitivo nombre Abrán a Abraham (Gn 17, 5). Asimismo, el gesto por el que se transmitirá este pacto será mediante la circuncisión (Gn 17, 10). Este rito era en principio un rito que tenía un carácter matrimonial e iniciador dentro de la vida de la tribu, pero que fue adoptado con significación religiosa

En la historia bíblica, se señala igualmente la alianza davídica que se establece por medio de Joadá, que era el jefe del sacerdocio de Jerusalén. Como indica el pasaje 2 R 11,17, se celebró una alianza tripartita que incluía a Yahvé, al rey (David) y al pueblo, por el cual el pueblo pasaba a ser pueblo de Yahvé.

## En el Nuevo Testamento
También en el cristianismo se observa una alianza renovada entre Dios y los hombres, pero que se media en la figura de Jesucristo. La tradición cristiana sitúa el acto redentor en la muerte y resurrección de Jesús. Así aparece entendido en diversos pasajes de la teología paulina a través de las cartas a los Romanos, a los Efesios. Los Evangelios recogen el sentido de alianza en pasajes de Mateo, así como se hacen eco de ello el texto de Hebreos (en varios puntos sitúa a Jesucristo como el nuevo Sumo Sacerdote) y en el Apocalipsis, en su capítulo 21, donde retoma una expresión típica de la Alianza expresando la unión de Dios con su pueblo y soberano.